# AMY2B

Estructura de la proteína AMY2B

La alfa-amilasa 2B es una enzima que en humanos está codificada por el gen AMY2B.

## Función
Las amilasas son proteínas secretadas que hidrolizan los enlaces 1,4-alfa-glucósido en oligosacáridos y polisacáridos y, por tanto, catalizan el primer paso en la digestión del almidón y el glucógeno de la dieta. El genoma humano tiene un grupo de varios genes de amilasa que se expresan en niveles elevados ya sea en la glándula salival o en el páncreas. Este gen codifica una isoenzima amilasa producida por el páncreas.

## Otras lecturas
- Kaczmarek MJ, Rosenmund H (August 1977). «The action of human pancreatic and salivary isoamylases on starch and glycogen». Clinica Chimica Acta; International Journal of Clinical Chemistry 79 (1): 69-73. PMID 890964. doi:10.1016/0009-8981(77)90462-4.
- Groot PC, Mager WH, Henriquez NV, Pronk JC, Arwert F, Planta RJ, Eriksson AW, Frants RR (September 1990). «Evolution of the human alpha-amylase multigene family through unequal, homologous, and inter- and intrachromosomal crossovers». Genomics 8 (1): 97-105. PMID 2081604. doi:10.1016/0888-7543(90)90230-R.
- Yokouchi H, Horii A, Emi M, Tomita N, Doi S, Ogawa M, Mori T, Matsubara K (June 1990). «Cloning and characterization of a third type of human alpha-amylase gene, AMY2B». Gene 90 (2): 281-6. PMID 2401405. doi:10.1016/0378-1119(90)90191-S.
- Gumucio DL, Wiebauer K, Caldwell RM, Samuelson LC, Meisler MH (March 1988). «Concerted evolution of human amylase genes». Molecular and Cellular Biology 8 (3): 1197-205. PMC 363264. PMID 2452973. doi:10.1128/mcb.8.3.1197.
- Samuelson LC, Wiebauer K, Gumucio DL, Meisler MH (September 1988). «Expression of the human amylase genes: recent origin of a salivary amylase promoter from an actin pseudogene». Nucleic Acids Research 16 (17): 8261-76. PMC 338557. PMID 2458567. doi:10.1093/nar/16.17.8261.
- Tomita N, Horii A, Doi S, Yokouchi H, Shiosaki K, Higashiyama M, Matsuura N, Ogawa M, Mori T, Matsubara K (March 1989). «A novel type of human alpha-amylase produced in lung carcinoid tumor». Gene 76 (1): 11-8. PMID 2701942. doi:10.1016/0378-1119(89)90003-6.
- Groot PC, Bleeker MJ, Pronk JC, Arwert F, Mager WH, Planta RJ, Eriksson AW, Frants RR (July 1989). «The human alpha-amylase multigene family consists of haplotypes with variable numbers of genes». Genomics 5 (1): 29-42. PMID 2788608. doi:10.1016/0888-7543(89)90083-9.
- Groot PC, Bleeker MJ, Pronk JC, Arwert F, Mager WH, Planta RJ, Eriksson AW, Frants RR (May 1988). «Human pancreatic amylase is encoded by two different genes». Nucleic Acids Research 16 (10): 4724. PMC 336663. PMID 3260028. doi:10.1093/nar/16.10.4724.
- Tricoli JV, Shows TB (March 1984). «Regional assignment of human amylase (AMY) to p22----p21 of chromosome 1». Somatic Cell and Molecular Genetics 10 (2): 205-10. PMID 6608795. S2CID 21230969. doi:10.1007/BF01534909.
- Nagase T, Nakayama M, Nakajima D, Kikuno R, Ohara O (April 2001). «Prediction of the coding sequences of unidentified human genes. XX. The complete sequences of 100 new cDNA clones from brain which code for large proteins in vitro». DNA Research 8 (2): 85-95. PMID 11347906. doi:10.1093/dnares/8.2.85.
- Aughsteen AA (May 2001). «A comparative immunohistochemical study on amylase localization in the rat and human exocrine pancreas». Saudi Medical Journal 22 (5): 410-5. PMID 11376382.
- Koyama I, Komine S, Iino N, Hokari S, Igarashi S, Alpers DH, Komoda T (July 2001). «alpha-Amylase expressed in human liver is encoded by the AMY-2B gene identified in tumorous tissues». Clinica Chimica Acta; International Journal of Clinical Chemistry 309 (1): 73-83. PMID 11408008. doi:10.1016/S0009-8981(01)00501-0.
- Iafrate AJ, Feuk L, Rivera MN, Listewnik ML, Donahoe PK, Qi Y, Scherer SW, Lee C (September 2004). «Detection of large-scale variation in the human genome». Nature Genetics 36 (9): 949-51. PMID 15286789. doi:10.1038/ng1416.

- Datos: Q17825970